# Las mil y una noches (película de 1974)
Las mil y una noches (Il fiore delle Mille e una notte, según su título original en italiano) es una película italiana de  1974 dirigida por Pier Paolo Pasolini, producida por Alberto Grimaldi y con actuación principal de Ninetto Davoli. Es la última película de la llamada «Trilogía de la vida», y causó polémica por los desnudos frontales y escenas sexuales explícitas que presenta.

## Argumento
La película está inspirada en algunos cuentos eróticos del Medio Oriente, a través del famosísimo compendio de Las mil y una noches. Su principal historia trata de un inocente joven que busca a su amada, una esclava de la cual fue separado al ser víctima de un engaño.

## Lugares de rodaje
Eritrea, Esfahan, Etiopía, India, Nepal, Yemen, estudios Laparo Film (Roma).[cita requerida]

## Circunstancias diversas
Uno de los actores de la película, Ninetto Davoli, acababa de terminar su relación amorosa con Pasolini para casarse con una mujer, hecho que quedó plasmado de forma subliminal en la historia, en la que el personaje de Ninetto deja a su prometida para dar rienda suelta a sus deseos sexuales con otra mujer.[cita requerida]